# Nyborg (općina)
Nyborg je općina u danskoj regiji Južna Danska.

## Zemljopis
Općina se nalazi u istočnom dijelu otoka Fyna, prositire se na 276,24 km2.

## Stanovništvo
Prema podacima o broju stanovnika iz 2010. godine općina je imala 31.690 stanovnika, dok je prosječna gustoća naseljenosti 115,56 stan/km2. Središte općine je grad Nyborg.

### Naselja
| Veća naselja u općini |              |                    |
| Br.                   | Naselje      | Stanovnika (2010.) |
| 1                     | Nyborg       | 16.539             |
| 2                     | Ullerslev    | 2.754              |
| 3                     | Ørbæk        | 1.556              |
| 4                     | Refsvindinge | 590                |
| 5                     | Måre         | 533                |
| 6                     | Vindinge     | 447                |
| 7                     | Frørup       | 424                |
| 8                     | Aunslev      | 420                |
| 9                     | Skellerup    | 375                |
| 10                    | Tårup        | 309                |

## Vanjske poveznice
- Službena stranica općine